# Euathlus vulpinus
Euathlus vulpinus là một loài nhện trong họ Theraphosidae.
Loài này thuộc chi Euathlus. Euathlus vulpinus được Ferdinand Karsch miêu tả năm 1880.